# 4001 Ptolemaeus
4001 Ptolemaeus è un asteroide della fascia principale. Scoperto nel 1949, presenta un'orbita caratterizzata da un semiasse maggiore pari a 2,2868524 UA e da un'eccentricità di 0,1726607, inclinata di 5,45505° rispetto all'eclittica.